# Nalini Malani
Nalini Malani (Karachi, a l'actual Pakistan, 1946) és una artista índia contemporània. Ha dedicat la seva carrera artística a la defensa de la justícia social, feminista i ecològica. La seva obra es construeix com una narrativa que entrellaça referències literàries, mitologies i formes estètiques asiàtiques i occidentals per crear un llenguatge inconfusible de gran complexitat. La seva obra ha estat presentada en diversos museus internacionals, com ara el Museu Stedelijk i el MoMA Museum of Modern Art. Viu i treballa a Mumbai. El treball ha estat mereixedor, l'any 2019, del Premi Joan Miró, atorgat conjuntament per la Fundació Joan Miró i la Fundació ”la Caixa”.

## Trajectòria
Va néixer a Karachi el 1946, un any abans de la separació de l'Índia i el Pakistan que va seguir la independència de l'Imperi britànic. Va ser la filla única de Satni Advani (sikh sindhi) i Jairam Malani (teòsof). La seva família es va exiliar a Calcuta el 1947, on el seu pare va trobar feina a Tata Airlines (més tard, Air India). Per la feina del pare, es van traslladar de nou a Bombai el 1954, on Malani encara resideix en l'actualitat. El trauma personal i col·lectiu de la partició de l'Índia, l'experiència primerenca del desplaçament i la condició de refugiada han marcat la seva biografia i la seva producció artística, que s'ha desenvolupat, en paraules seves, com un intent de «donar sentit als sentiments de pèrdua, exili i nostàlgia» que van tenyir la seva infància.
El 1958 va fer diversos viatges a l'estranger, com ara a Tòquio i a París, gràcies al fet que el seu pare treballa en una línia aèria. La cultura japonesa i la secció del Louvre sobre Egipte li causen una gran impressió.
Entre 1964 i 1969 Malani va estudiar Belles Arts a la Sir Jamsetjee Jeejeebhoy School of Art de Bombai, una de les primeres escoles d'art fundades pels britànics a l'Índia i en què s'ensenya als alumnes la tradició europea de la pintura a l'oli. Durant aquest període, va establir el seu estudi al Bhulabhai Memorial Institute de Bombai, on convivien artistes, músics, ballarins i actors de teatre, i on va tenir l'oportunitat d'interactuar amb artistes como ara Tyeb Mehta, Nasreen Mohamedi, V. S. Gaitonde i M. F. Husain. Just després de graduar-se, Malani va treballar en cinema i fotografia.
Entre el 1970 i el 1972, va rebre una beca del govern francès per estudiar arts a París, on va entrar en contacte amb les teories de Louis Althusser, Roland Barthes i Noam Chomsky, entre d'altres. El 1973, Malani va tornar a l'Índia decidida a contribuir a la modernització i l'emancipació intel·lectual del seu país a través de l'art.
Progressivament, Nalini Malani va emergir com a figura pionera del cinema experimental a l'Índia. Les seves obres denunciaven la discriminació que patien les dones del seu país, un tema que l'artista ha continuat explorant en tota la seva obra posterior. En la seva faceta com a comissària, Malani va organitzar la primera exposició col·lectiva d'artistes índies l'any 1985 a Delhi. Per ella, «entendre el món des d'una perspectiva feminista és una via essencial per atènyer un futur més esperançador, si volem assolir alguna cosa semblant al progrés humà».
A principis de la dècada dels noranta del segle passat, Malani va ser una de les primeres artistes de l'Índia a trencar amb la pintura clàssica —i amb les elits culturals i econòmiques— per explorar nous mitjans que li permetessin adreçar-se a un públic més ampli i bastir, així, el pont entre l'art modern i el contemporani del seu país. Des d'aleshores, els dibuixos murals efímers, el vídeo i altres formes tradicionals d'imatge en moviment, com les llanternes calidoscòpiques i els teatres d'ombres, han esdevingut per a ella vehicles de memòria i emoció.
El 2019 va rebre el Premi Joan Miró de la Fundació Joan Miró, on va realitzar una exposició monogràfica el 2020.

## Obra
El treball de Malani aborda la història recent del subcontinent indi i aprofundeix en temes urgents i universals com la violència, la guerra, el fonamentalisme, l'opressió de les dones, els efectes de la globalització i la destrucció del medi ambient. La seva obra es construeix com una narrativa que entrellaça les mitologies i les formes estètiques orientals i occidentals, tot revisant-ne l'herència. Pionera en introduir la qüestió feminista a l'art del seu país als anys setanta del segle passat, Malani posa un èmfasi especial en els arquetips femenins amb l'objectiu de recuperar i amplificar la veu de les dones de tots els temps.
Les seves obres es caracteritzen per l'ampliació de la superfície pictòrica a l'espai circumdant i culminen en una narració visual en capes que prenen la forma de dibuixos efímers a les parets, jocs d'ombres, instal·lacions, obres projectades i arts escèniques. Defensa la visió de l'artista com un activista social. Les seves obres artístiques solen ser motivades políticament i se centren en temes de desplaçament, conflicte, política transnacional, amb un examen crític dels rols de gènere i ramificacions de la globalització i el consumisme. Al llarg de la seva carrera artística, s'ha esforçat a donar veu a les històries dels marginats de la història amb un enfocament en aspectes humans i universals del conflicte i la relació entre l'explotador i l'explotat. La literatura ha estat una font recurrent d'inspiració i referència per a Malani.

## Exposicions
Durant cinc dècades, amb més de tres-centes exposicions, dues-centes de les quals internacionals, la seva obra s'ha exposat a les principals institucions d'art contemporani del món, amb mostres individuals a l'ICA (Boston), l'Stedelijk Museum (Amsterdam), l'Irish Museum of Modern Art (Dublín) o el New Museum of Contemporary Art (Nova York) i amb retrospectives al Castello di Rivoli – Museo d'Arte Contemporanea (Rivoli), el 2018; al Centre Pompidou (París), el 2017; al Kiran Nadar Museum of Art (Nova Delhi), el 2014; al Musée des Beaux Arts (Lausana), el 2010, o al Peabody Essex Museum (Salem), el 2005. El seu treball ha estat inclòs en una vintena de biennals, com la 12a Biennal de Xangai, el 2018; la dOCUMENTA(13), el 2012, a Kassel; la Biennal de Sydney, el 2008; les 52a i 51a Biennals de Venècia, els anys 2007 i 2005, o la 3a Biennal de Seül, l'any 2004. L'obra de Nalini Malani apareix a les col·leccions de trenta museus d'arreu del món.

## Premis i reconeixements
L' any 2010, el San Francisco Art Institute li va concedir un doctorat honorífic i el 2013 es va convertir en la primera dona asiàtica a rebre el premi Arts & Culture Fukuoka. Posteriorment, ha rebut altres distincions destacades, com el St. Moritz Art Masters Lifetime Achievement Award, el 2014, l'Asia Art Game Changers Award, el 2016 i el Premi Joan Miró el 2019.